# Znakomity Gaudissart

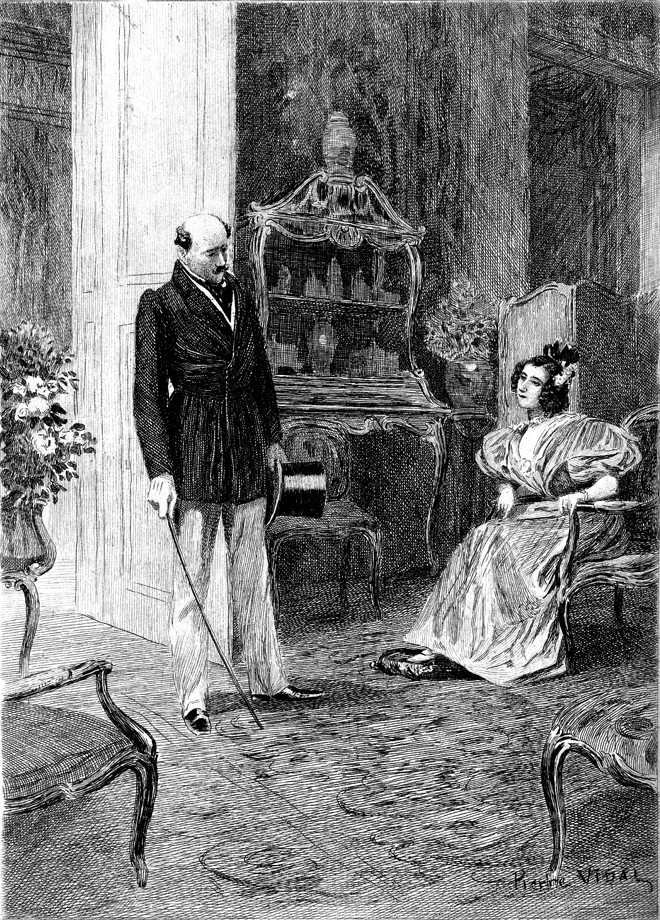

Znakomity Gaudissart (oryg. fr. L’illustre Gaudissart) – opowiadanie Honoriusza Balzaka z 1833, część cyklu Komedia ludzka.

## Okoliczności powstania
Znakomity Gaudissart powstał, jak zapewnia Balzac w liście do pani Hańskiej, bardzo szybko, jednej nocy, by uzupełnić drugi tom Scen z życia prowincji, w którym zajął strony 305-389. Wydany w 1833 u Charles Béchet i ponownie w 1839 u Charpentiera, wszedł w 1843 do szóstego tomu Komedii ludzkiej.

## Treść
Gaudissart, legendarny komiwojażer, zdolny do sprzedania każdemu dowolnego przedmiotu, udaje się do Vouvray z misją zdobycia nowych abonentów dla świeżo powstałego dziennika. Przypadkowo trafia do domu byłego właściciela winnicy, obłąkanego, którego choroba polega na obsesyjnym namawianiu każdego do zakupu wina. W rezultacie absurdalnej wymiany zdań to Gaudissart traci pieniądze na bezsensowny zakup nieistniejącego napoju.

## Osoby
- Feliks Gaudissart – w duchu Rabelais’ego, jest znakomity. W 1830 roku zrozumiał, że bardziej niż kapelusze, należy kupować idee i słowa. Małe miasteczko Vouvray, ze swymi Verrierem, Mitoufletem czy Margaritisem, służy za scenę dla tej farsy o akcentach molierowskich. Gaudissart pojawia się w Cezarze Birotteau i w Kuzynie Ponsie oraz kilku innych powieściach. W Gaudissarcie II, z 1844, nazwisko zostało odłączone od człowieka, aby służyć za symbol nowoczesnego handlu.
- Margaritis – szaleniec, dzięki któremu można złapać w pułapkę Gaudissarta. Jedna z najzabawniejszych postaci Komedii ludzkiej. Jego fizjonomia ma dziwny wyraz, starego profesora retoryki albo gałganiarza, rozmowa z nim obfituje w liczne nieporozumienia[1].

## Cechy utworu
W wielu wydaniach Znakomity Gaudissart zestawiany jest z Muzą z zaścianka, gdyż obydwa utwory podejmują problem różnic społecznych i kulturowych między Paryżem a prowincją, wzajemnych mitów i uprzedzeń. Ważny w utworze jest również jego aspekt satyryczny. W formie prostego opowiadania komediowego Balzak przedstawia nie tylko typową dla epoki wczesnego francuskiego kapitalizmu figurę obwoźnego handlarza, lecz w jego postaci prezentuje niektóre cechy całego społeczeństwa: dążenie do bogacenia się za wszelką cenę, umiejętność zbijania kapitału na wszystkim bez refleksji nad swoim działaniem. Zestawienie mistrza handlu z wariatem oraz fakt, że obydwaj – acz z różnych powodów – posługują się niemal identycznym językiem ma obnażać absurdalność takiego podejścia do życia. Wysoce absurdalny jest również sam Gaudissart, który, choć doskonale realizuje balzakowską wizję bohatera aktywnego, przeradza się w jego zaprzeczenie. Działania bohatera nie mają bowiem wyraźnej myśli przewodniej, a on sam, wąsko skupiony na sprzedawaniu, nie stara się nawet zrozumieć szerszych mechanizmów społecznych. Bardzo znaczący jest w tym kontekście fakt, że sylwetka Gaudissarta jest w utworze porównywana do gruszki, której kształt z kolei był często porównywany przez karykaturzystów do głowy Ludwika Filipa I, a przez to stał się jednym z nieformalnych symboli monarchii lipcowej.